# رام نایک
رام نایک (زاده ۱۶ آوریل ۱۹۳۴) یک سیاستمدار هندی کهنه‌کار از حزب بهاراتیا جاناتا و بیست و هفتمین فرماندار اوتار پرادش بود.

## زندگی سیاسی
رام نایک عضو سیزدهمین لوک سبها و وزیر نفت و گاز طبیعی در کابینه آتال بیهاری واجپایی (۱۹۹۹–۲۰۰۴) بود. او در معرفی اعضای پارلمان طرح توسعه محلی نقش داشت. او کاندیدای حزب بهاراتیا جاناتا برای انتخابات چهاردهمین لوک سبها به نمایندگی از بمبئی نورث بود، اما رقابت را به گوویندا بازیگر مشهور بالیوود از ویرار باخت.

## زندگی شخصی
او در منطقه سنگلی در ایالت ماهاراشترا به دنیا آمد. او در ۱۷ می ۱۹۶۰ با کوندا نایک ازدواج کرد و صاحب دو دختر شد.

## سمت‌ها
- ۱۹۶۹–۱۹۷۷ - دبیر سازماندهی، بهاراتیا جان سانگ، بمبئی
- ۱۹۷۷–۱۹۷۸ - دبیرکل حزب جاناتا، بمبئی
- ۱۹۷۸–۱۹۸۹ - عضو مجلس قانونگذاری ماهاراشترا (۳ دوره)
- ۱۹۷۹–۱۹۸۰ - رئیس‌جمهور، حزب جاناتا، بمبئی
- ۱۹۸۰–۱۹۸۶ - رئیس‌جمهور، حزب جاناتا، بمبئی
- ۱۹۸۶–۱۹۸۹ - معاون رئیس‌جمهور، حزب جاناتا، ماهاراشترا
- ۱۹۸۹ - منتخب در نهمین لوک سبها
- ۱۹۹۱ - منتخب در نهمین لوک سبها
- ۱۹۹۹ - منتخب در نهمین لوک سبها
- ۱۹۹۹–۲۰۰۴ - وزیر نفت و گاز طبیعی
- از سال ۲۰۰۴ - رئیس کمیته انضباطی کل هند
- ۲۰۱۴–۲۰۱۹ فرماندار اوتار پرادش